# Прибутковий будинок Веселовського
Будинок на вулиці Ніжинській, 56 — пам'ятка архітектури і історії в Одесі. Будинок внесений до Реєстру пам'яток культурної спадщини Одеси як пам'ятка архітектури, містобудування та історії місцевого значення, охоронний номер 521-Од.

## Історія
Ділянка у 1898 році спільно з суміжною кутовою ділянкою належала Михайлу Олександровичу Яковлеву, а у наступному році її придбав В. В. Гаврилюк. Між 1907 та 1909 роками власником ділянки став Костянтин Сергійович Веселовський, який тоді ж придбав пустопорожню ділянку на Чорноморській вул., 17. У 1913 році домовласник проживав у будинку Аріадни Костянтинівни Мартинової на Соборній вул., 1.
У 1913 році на ділянці розміщувалась бакалійна крамниця Є. Проніної, та портняжа майстерня Г. Мікка. У тому же році у будинках ділянки поживали доктор медицини Лазар Абрамович Зільберберг (вів приватну практику по лікуванню внутрішніх і нервових хвороб), Анж. Якович Гольфанд, старший швець шевського цеху Тимофій Алексєєв, працівник газетного бюро І. С. Гусєв, генеральний консул і комісійний агент Болгарського царства Борис Пант. Кісімов, провізор, власник аптекарського магазину, голова Одеського фармацевтичного товариства, домовласник Давид Опанасович Лейбензон, довіренний акційного товариства «Жирард. м-р Гілле і Дітріх» Карл Августович Рейнерт, власник столярної майстерні І. Хаїт. На ділянці у 1899—1922 роках проживала оперна співачка, режисер, народна артистка СРСР Марія Леопольдівна Мельтцер, у 1944—1958 роках проживав офтальмолог, професор І. А. Кобозєв.

## Архітектура
В задній частині ділянки розташований двоповерховий флігель споруджений у ХІХ ст. На початку ХХ ст. були споруджені чотириповерхові з житловим підвалом фасадний будинок і бічний флігель. Головний фасад будинку має малу кількість скульптурних елементів, декорування було здійснено головним чином за допомогую різноманітного облямування вікон та контрастного фарбування елементів декору. Найбільш виразним елементом будинку є центральний ризаліт, що увінчаний фронтоном. Дах будинку має великий винос як з боку вулиці, так і з боку подвір'я і прикрашений кониками. Парадна сходова клітка частково розташована у великому напівкруглому ризаліті, двері під'їзду та огорожа сходів у стилі модерну аналогічні таким, що встановлені у будинку на вулиці Ніжинській, 66. Бічний флігель складається із східчастих об'ємів, у ньому розташована тісна сходова клітка з металевими сходами і з простою огорожею в стилі історизму.

## Галерея

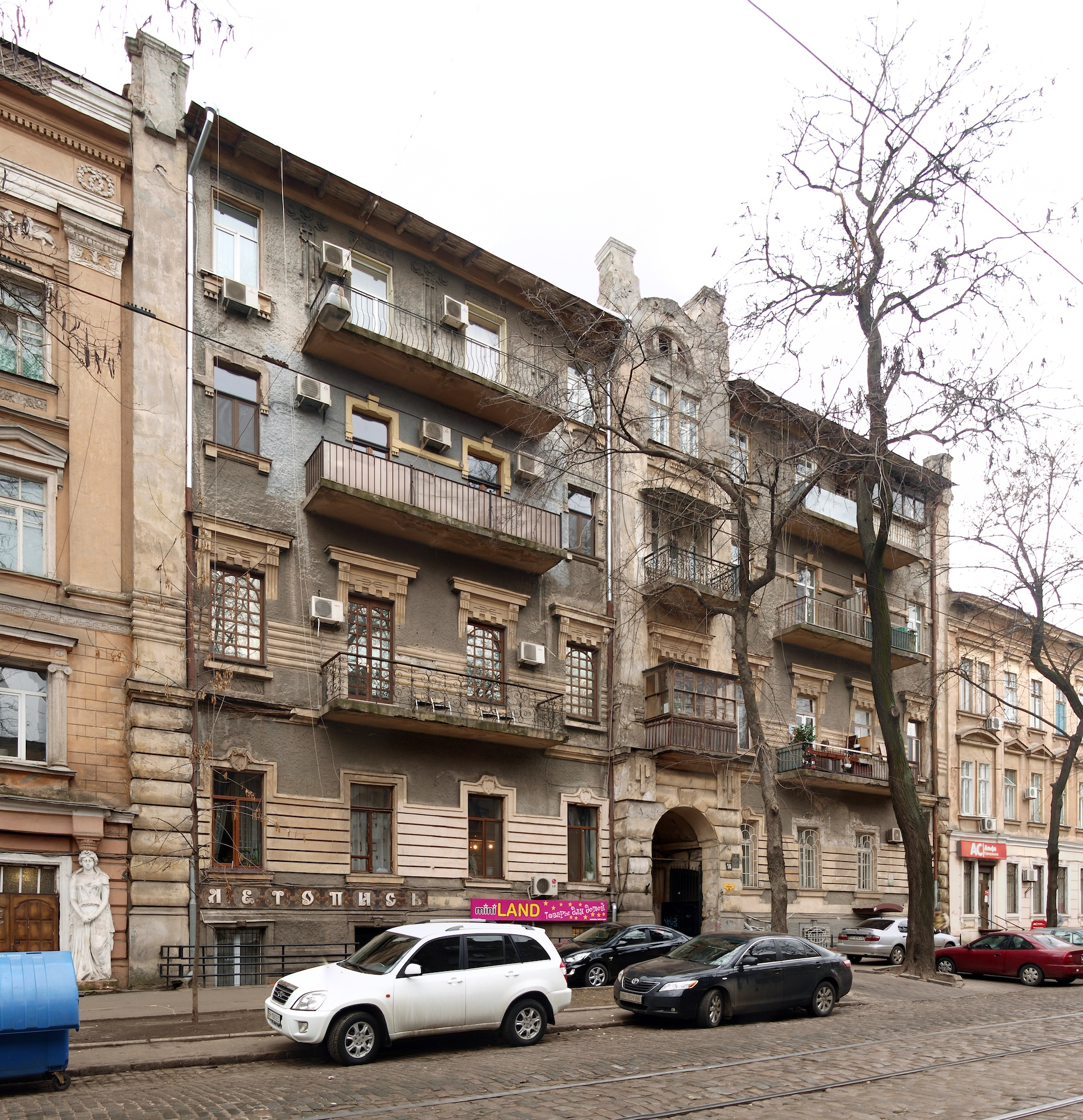
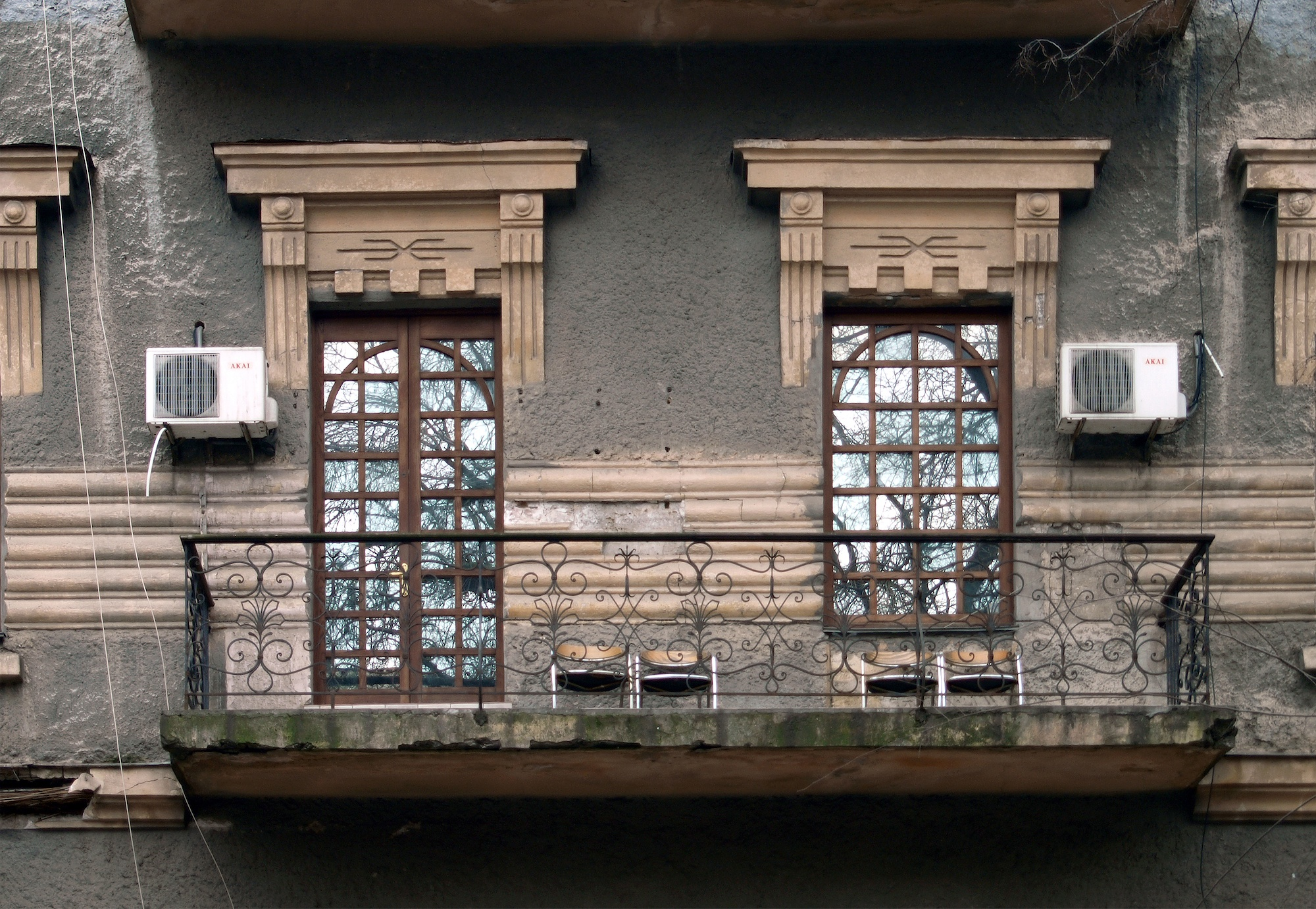
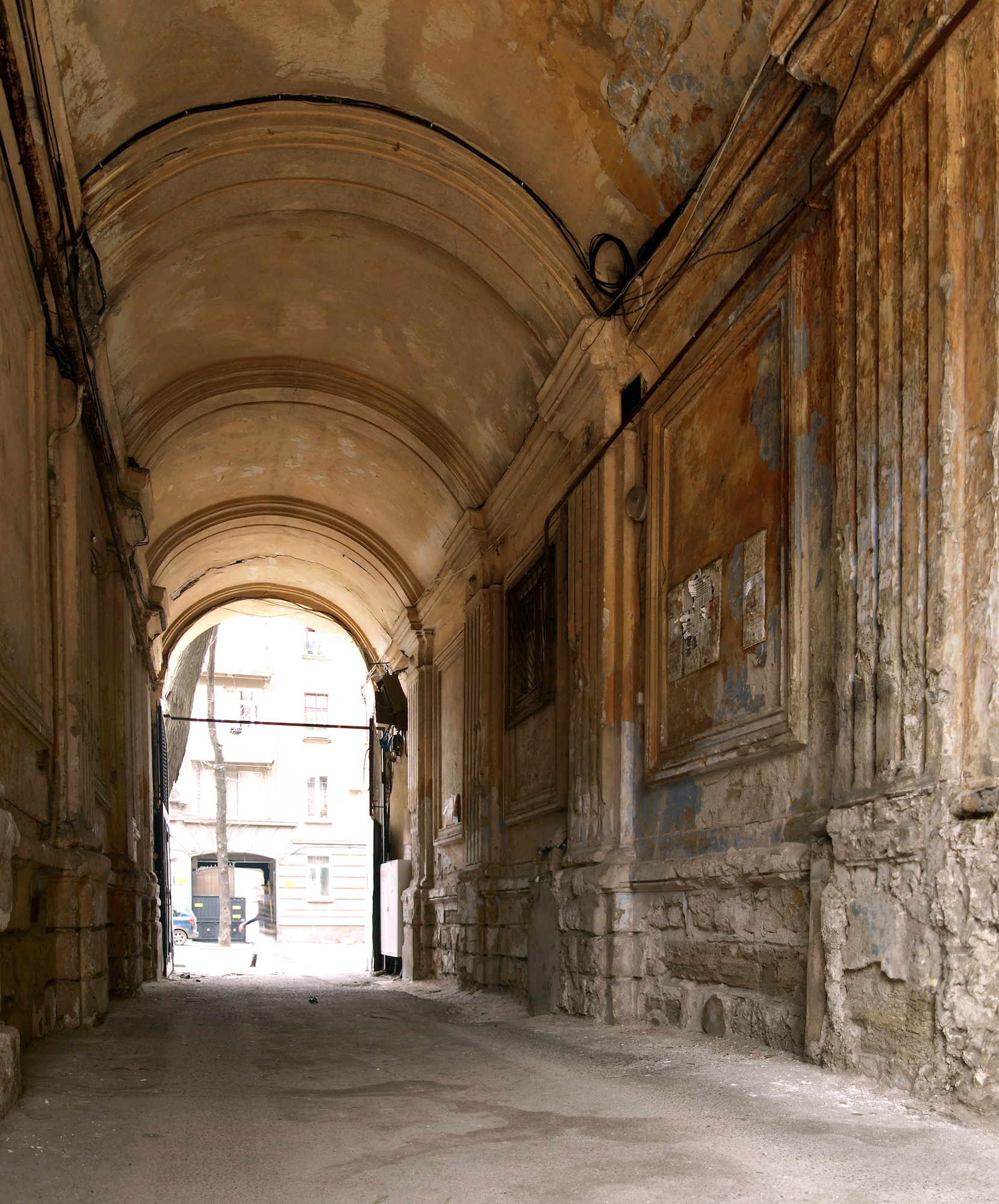
Арка проїзду
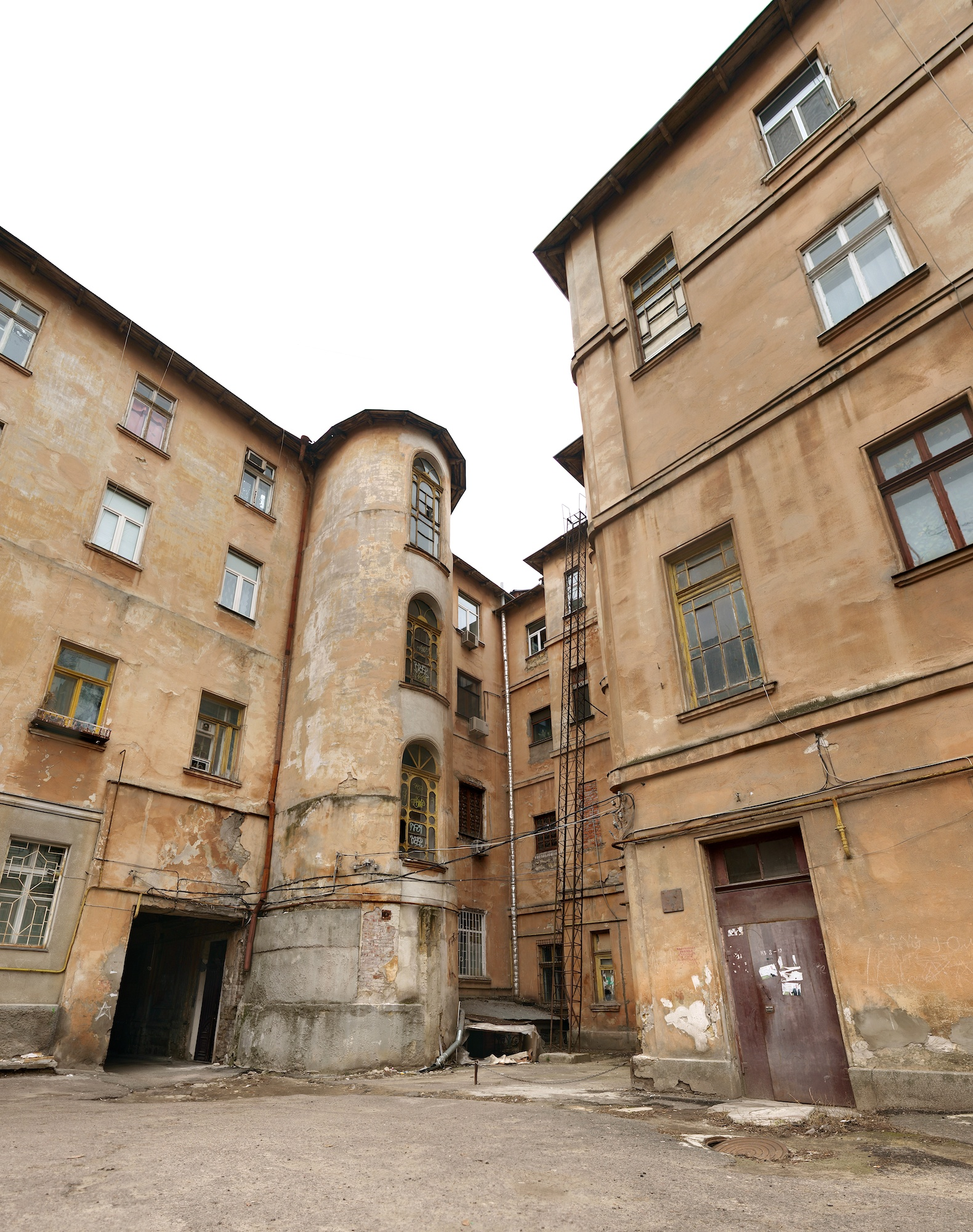
Задній фасад
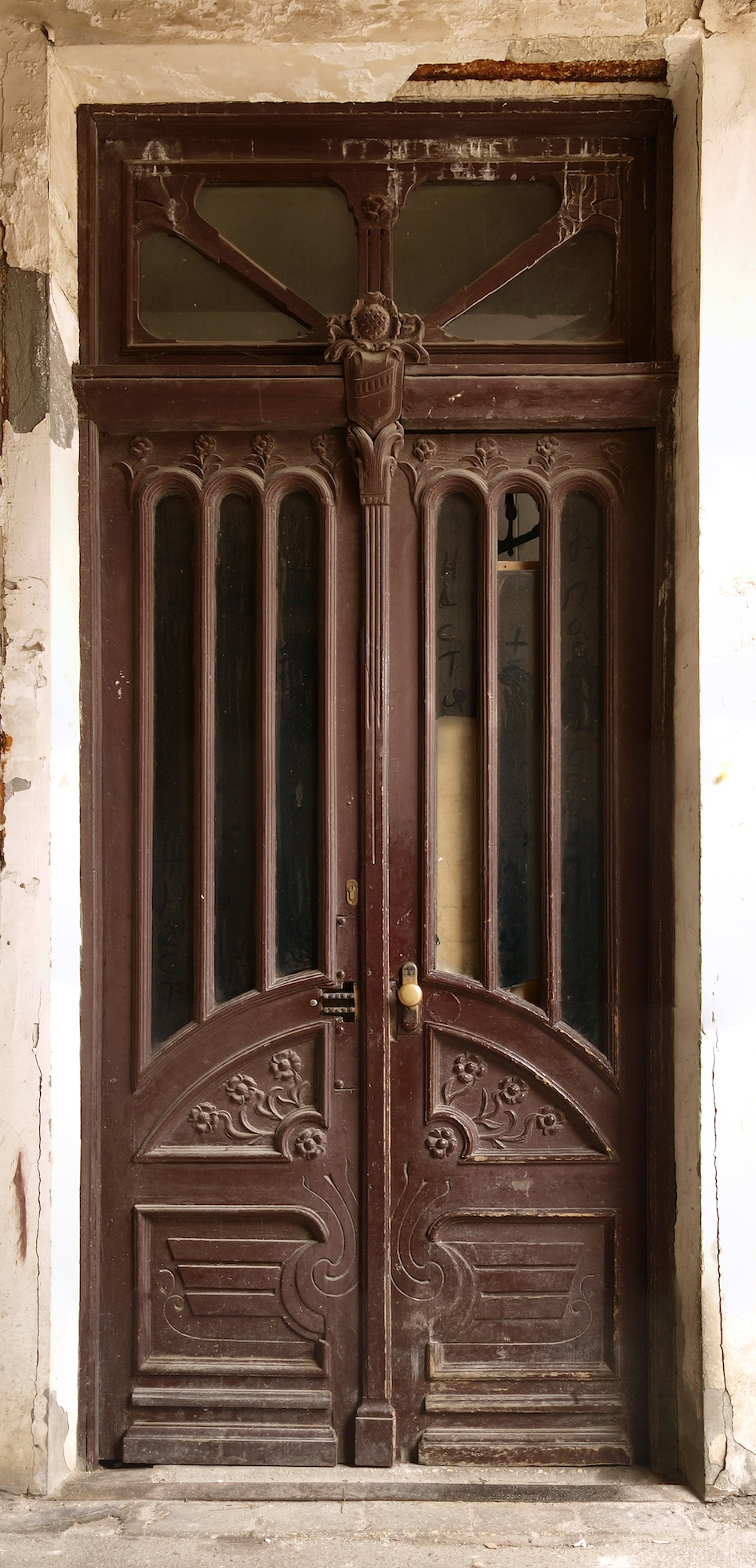
Двері парадного під'їзду
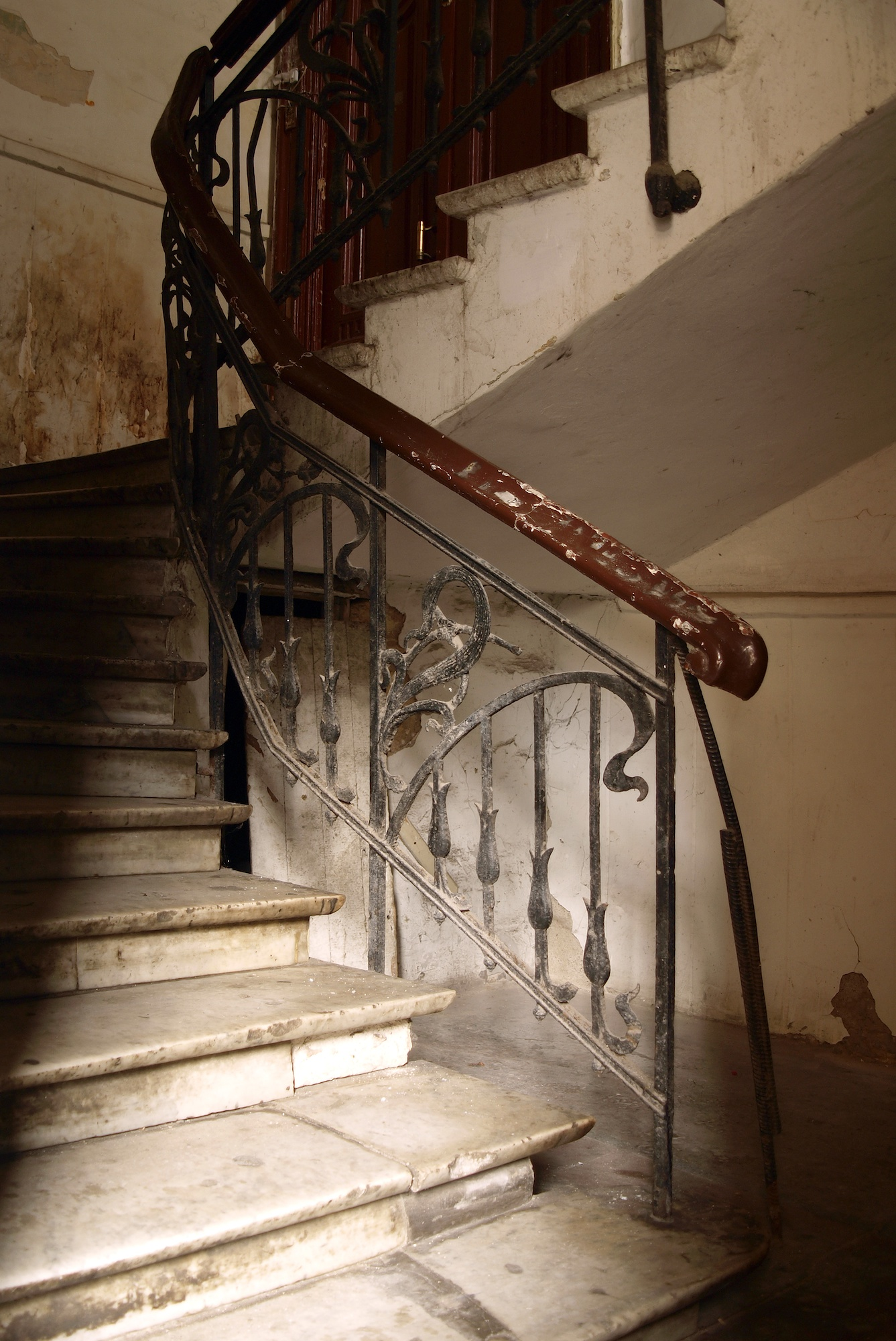
Огорожа сходів парадного під'їзду
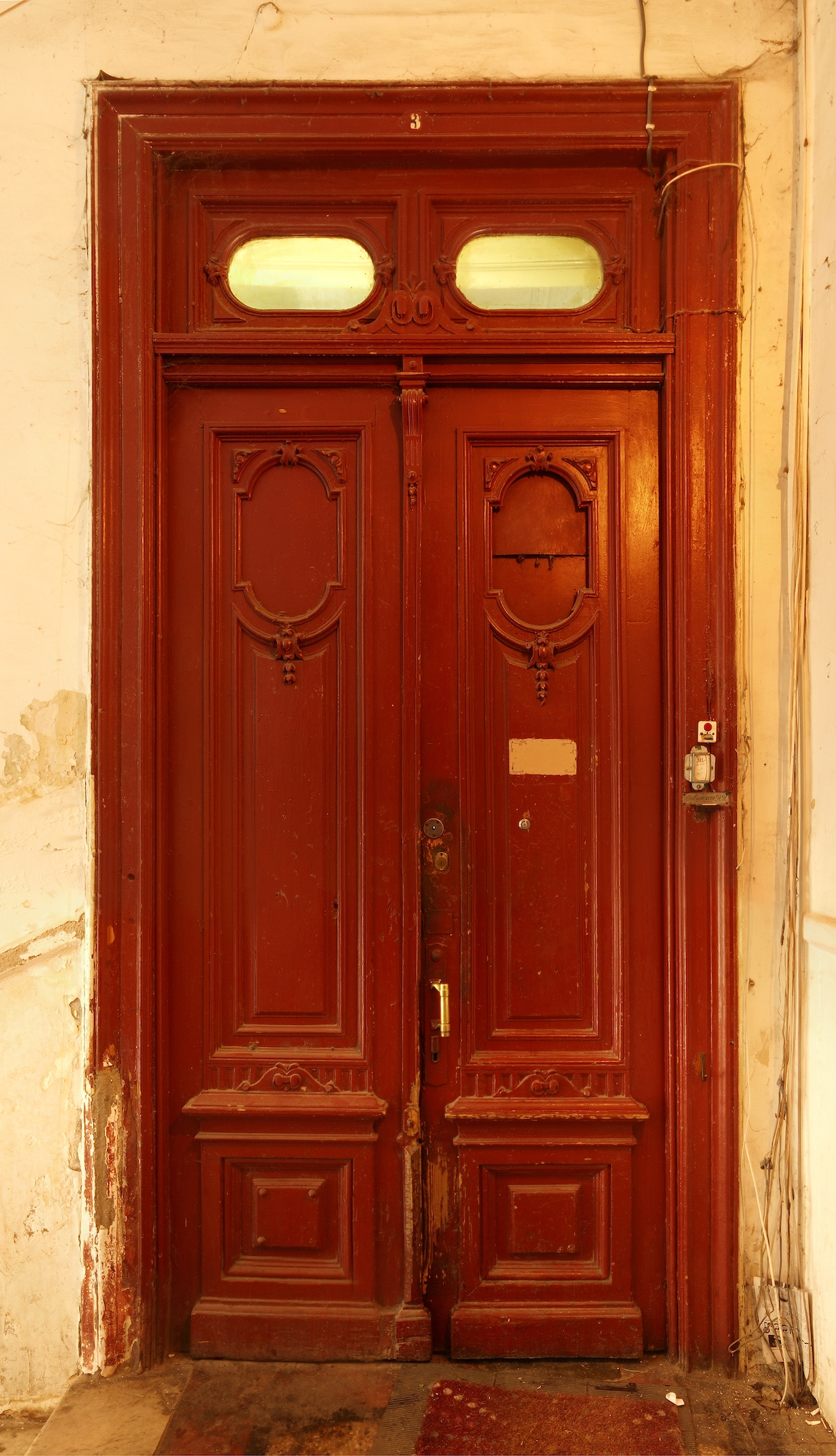
Двері квартири
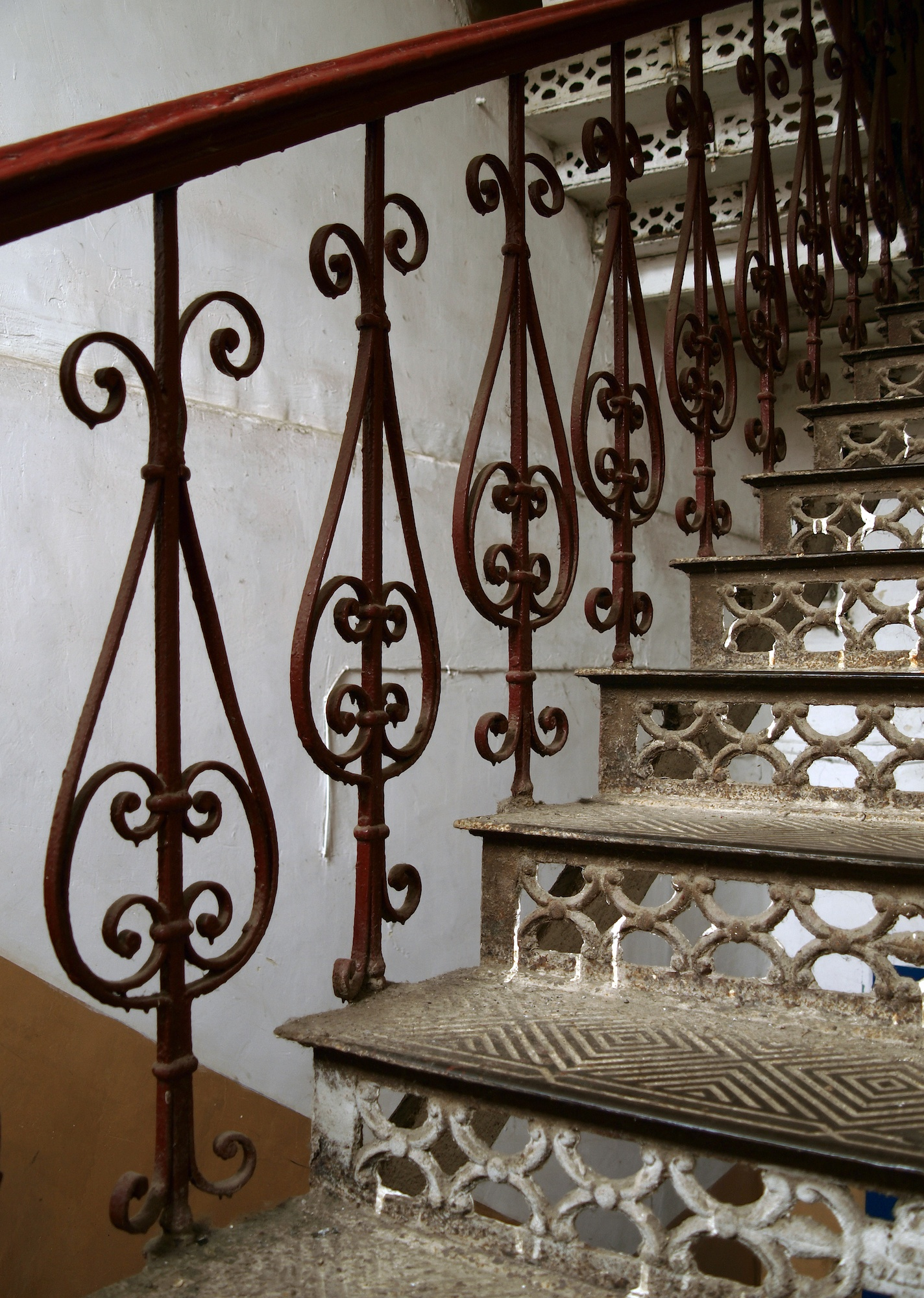
Огорожа сходів бічного флігеля
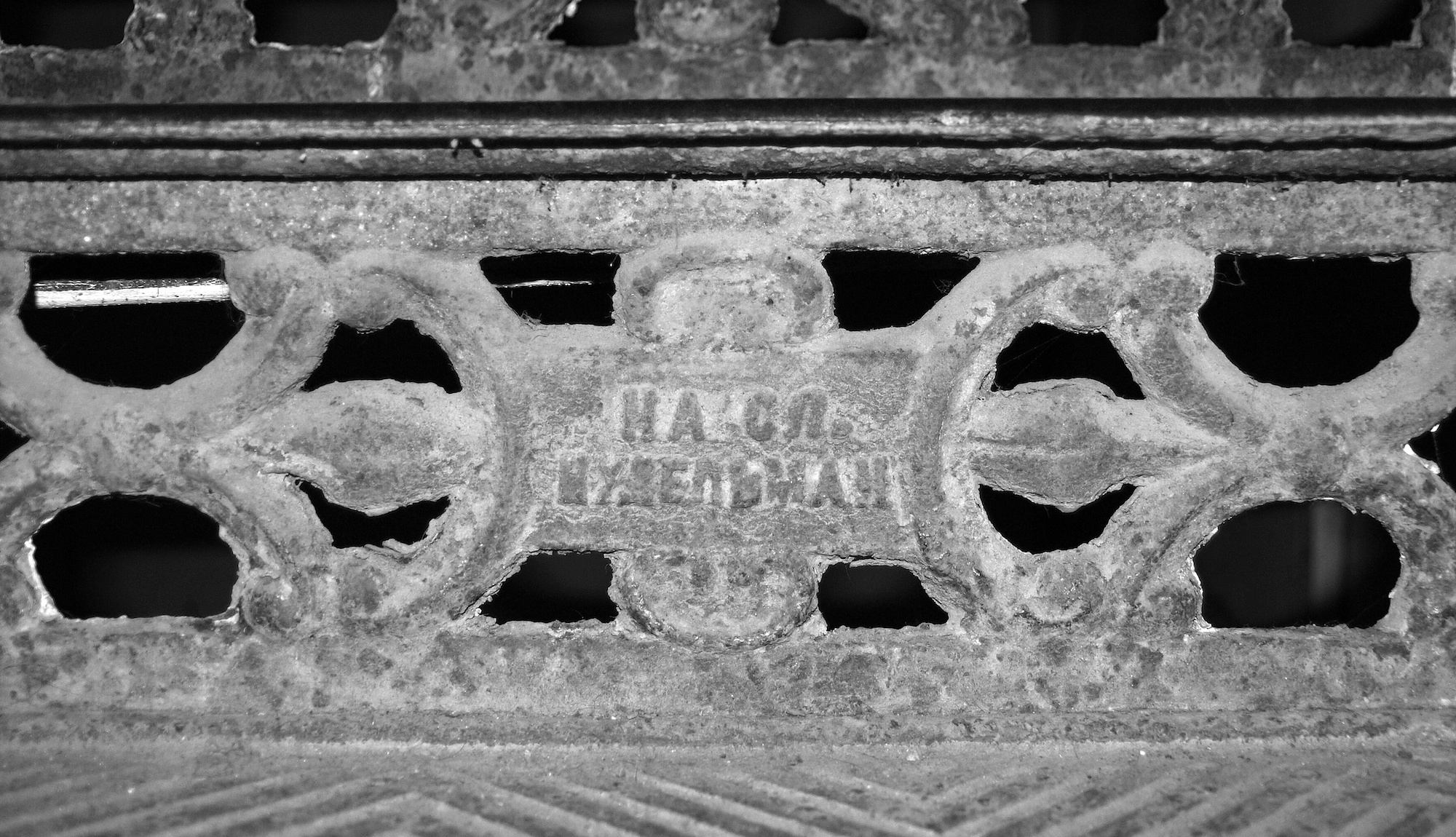
Клеймо "Насл. Нудельман" сходів бічного флігеля